# Dominic Corness
Dominic Corness, né le 5 mai 2003 à Liverpool, est un footballeur anglais qui évolue au poste de milieu défensif aux New Saints.

## Biographie

### Carrière en club
Né à Liverpool en Angleterre, Dominic Corness est formé par le Liverpool FC, où il signe son premier contrat professionnel avec les récents champions d'Angleterre en 2021,.
Corness est prêté au Yverdon-Sport en Super League suisse lors de la saison 2023-24. Il joue son premier match avec l'équipe première du club le 23 juillet 2023.
il s'impose ensuite dans la rotation des suisses,, malgré un club en forte difficulté sportive et une blessure en fin de saison.
Il est à nouveau prêté lors de la fin de saison 2024-25, cette fois au Gillingham FC en Championnat d'Angleterre de quatrième division,.
En juillet 2025, il est transféré aux New Saints en championnat du pays de Galles.
Le 8 juillet 2025, il joue son premier match avec les gallois, titularisé devant la défense lors du match de qualification de la Ligue des champions contre le FK Shkëndija, qui se termine sur un score nul et vierge.

### Carrière en sélection
Dominic Corness est international anglais junior avec l'équipe des moins de 20 ans à partir de mars 2023.